# Корни, Гвидо
Гвидо Корни (25 августа 1883 года — 28 февраля 1946 года) — колониальный губернатор Итальянского Сомали.

## Жизнь
Родился в Модене, в молодости увлекся идеалами Рисорджименто. Затем он получил образование в области промышленной химии и был успешным предпринимателем, создал «Fabbrica Modenese Utensileria e Ferramenta Corni Bassani». В 1919 году вступил в фашистскую партию Модены.
В марте 1911 года Гвидо Корни отправился в Итальянскую Триполитанию, чтобы изучить возможные экономические перспективы региона. В последующие годы он исследовал всю Итальянскую Ливию. В 1923 году был назначен главой фашистской партии в Модене.
С 1 июня 1928 года по 1 июля 1931 года Гвидо Корни был губернатором Итальянского Сомали, содействуя интеграции местного населения в итальянскую колониальную систему. Он также начал значительно развивать экономику колонии: в те годы началась итальянская колонизация района Генале на юге Сомали за счёт создания малых и средних ферм. Большинство поселенцев состояло из старых фашистских активистов Турина. Первая неофициальная ассоциация фермеров возникла в 1928 году при полной поддержке Корни. Основным урожаем этого района был хлопок, его и собирали мелкие фермы, принадлежавшие итальянским поселенцам: около ста площадью от 75 до 600 гектаров (в среднем колеблется около 200) общей площадью около 20 000 гектаров. По крайней мере до 1931 года хлопок был основным урожаем, позже заменённым на производство бананов, урожай которых продавался итальянскому государству, которое установило монополию на бананы.
Скончался в марте 1946 года близ Генуи.